# Strepsiptera
Ordre
Les Strepsiptera, ou les Strepsiptères, sont un ordre d'insectes parasites.

## Description et caractéristiques

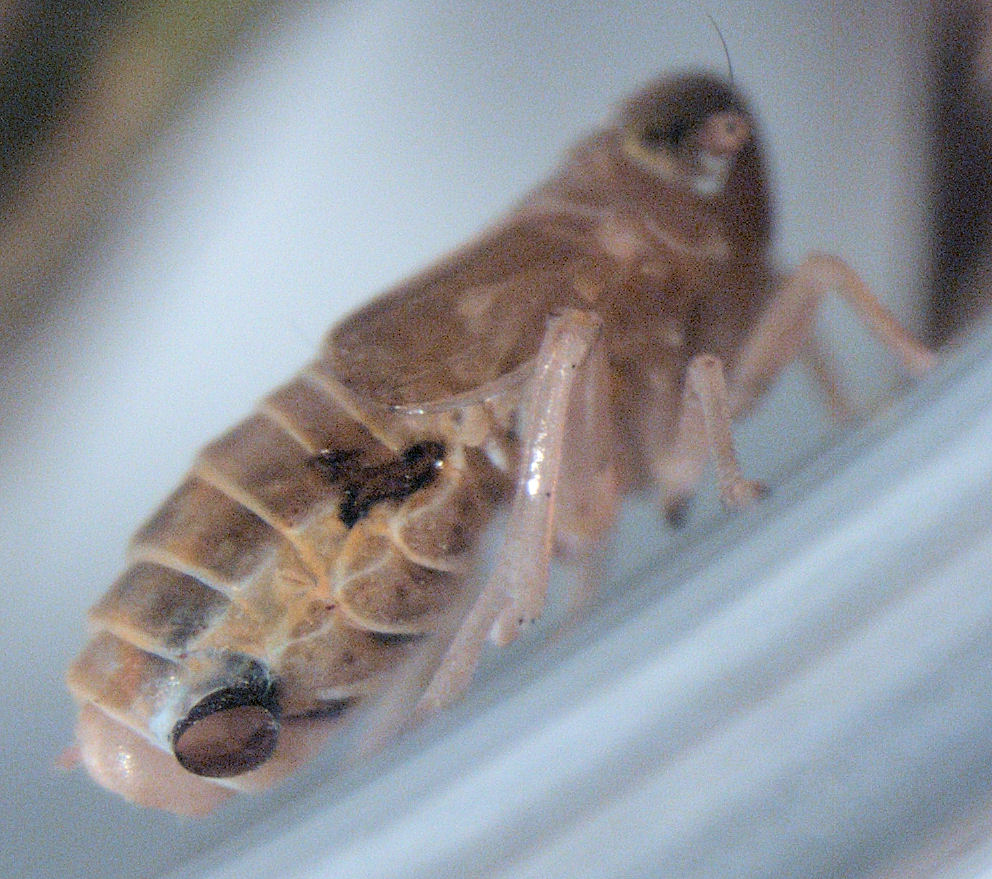
Homoptère stylopisé par Elenchus maoricus.

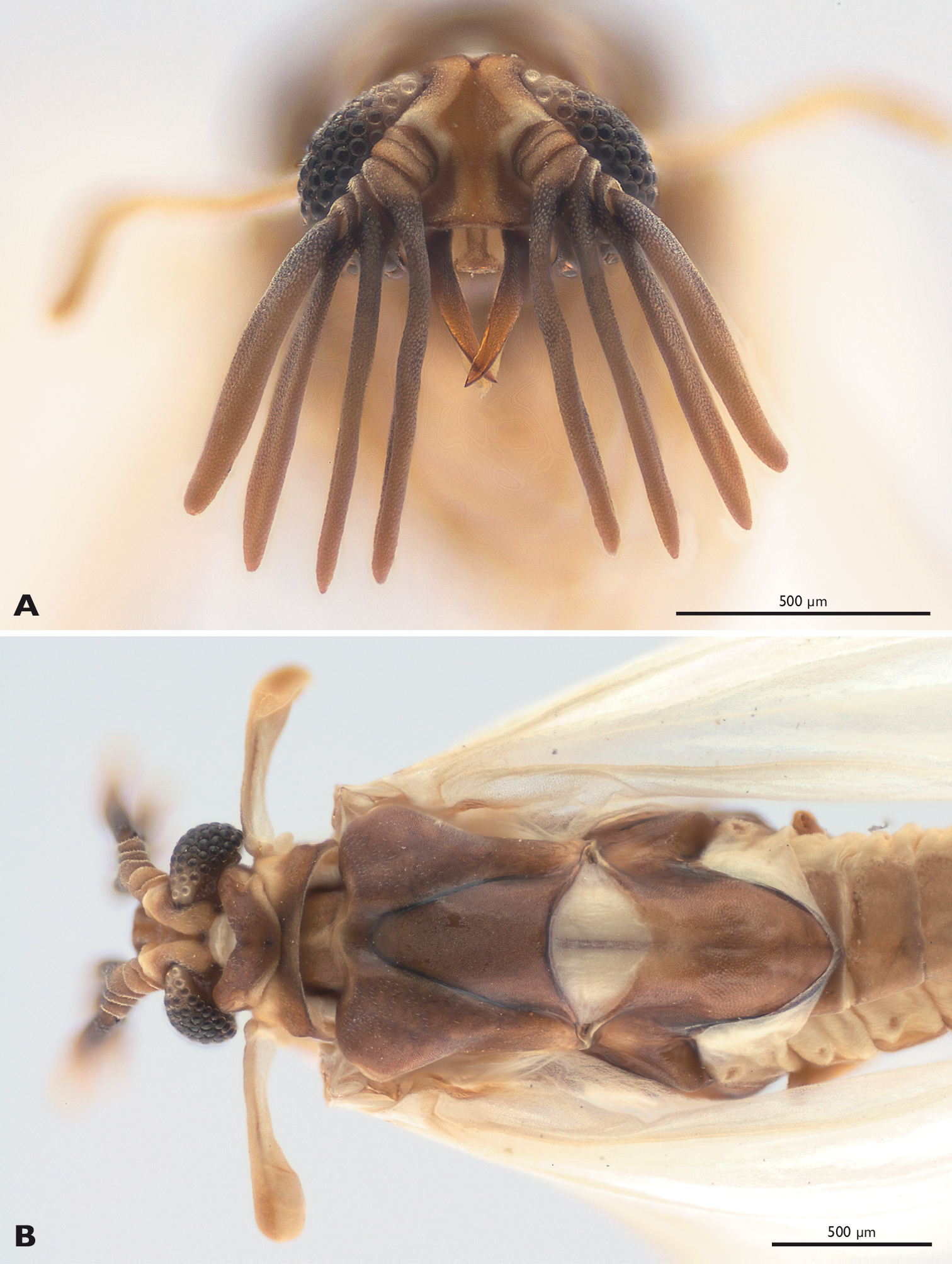
Détails anatomiques de Mengenilla moldrzyki.

Les Strepsiptères sont très petits voire microscopiques, ce qui leur permet d'être des endoparasites d'autres insectes. Les mâles sont reconnaissables à leurs grandes antennes lamellées et leurs ailes qui semblent tordues. Ils volent au moyen de leurs grandes ailes postérieures, les antérieures étant modifiées en haltères, qui jouent le rôle de balanciers. Leurs yeux sont parmi les plus puissants de tous les insectes,.
La femelle passe toute sa vie au stade larvaire dans le corps d'un hôte. Elle meurt une fois fécondée pour se laisser dévorer par sa progéniture, qui émergera ensuite sous forme larvaire pour aller choisir un nouvel hôte. Les larves, microscopiques, sont capables de faire des bonds vers un hôte, puis de s'infiltrer entre l'endocuticule et l'épiderme, pour s'encapsuler dans un cocon de tissu de l'hôte, permettant d'outrepasser la réponse immunitaire et de se développer aux dépens de l'insecte ainsi parasité. Seuls les mâles atteignent le stade d'imago, dépourvus d'appareil digestif mais équipés d'un système sensoriel extrêmement performant, pour aller chercher un hôte parasité en vue de se reproduire avec une femelle avant de mourir.
Les Strepsiptères les mieux connus sont ceux de la famille des Stylopidae, qui parasitent des hyménoptères (surtout des guêpes et des abeilles) : ils sont connus pour modifier le comportement et même la morphologie de leur hôte, entraînant notamment une castration parasitaire. Ils se présentent sous la forme de petites excroissances noires dépassant entre les plaques abdominales des hyménoptères.
On appelle « stylopisation » l'influence de certains parasitoïdes tels que les Strepsiptères qui, en pondant dans le corps d'autres insectes, entraînent des modifications morphologiques de l'hôte.

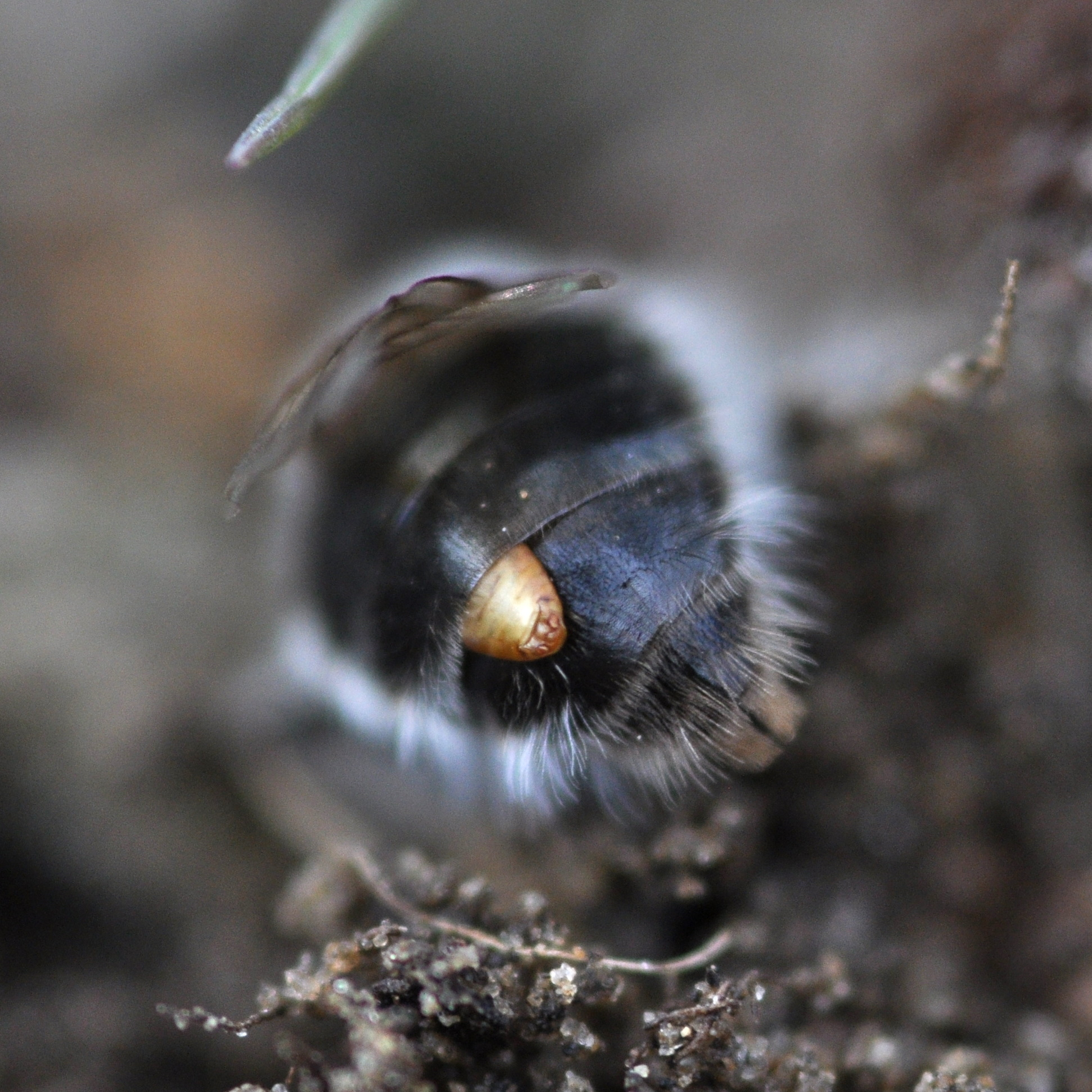
Femelle de Stylops melittae dépassant d'une abeille.
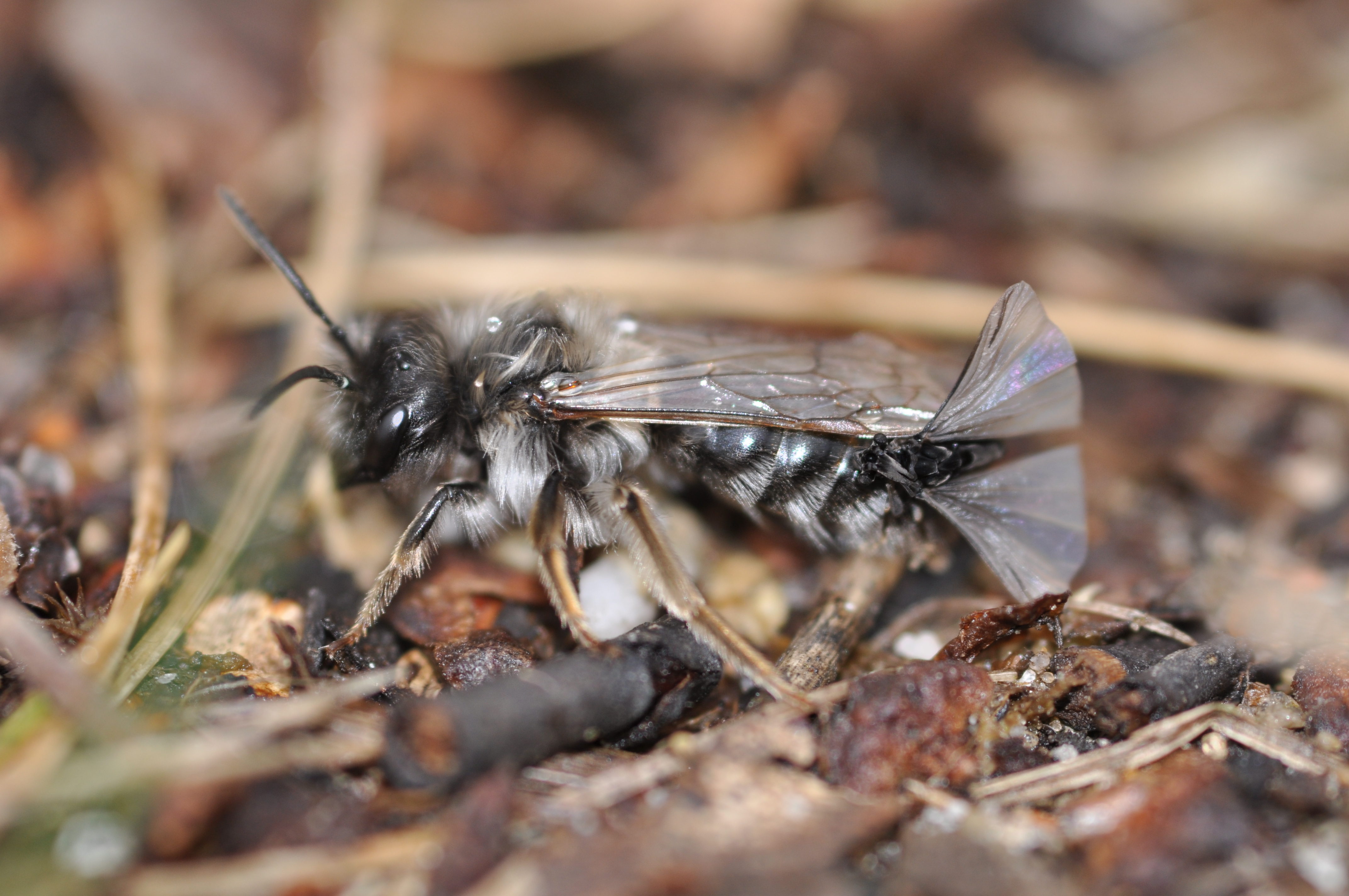
Stylops melittae mâle se reproduisant avec une femelle parasitant une abeille.
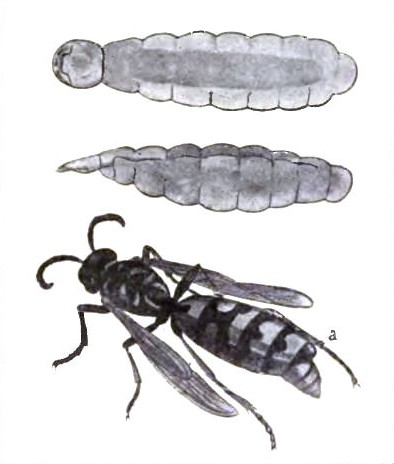
Schémas et situation d'une femelle.

## Classification
D'après ITIS (9 mai 2016) et BioLib (9 mai 2016) :
- sous-ordre des Protoxenidia
  - famille des Protoxenidae Pohl, Beutel & Kinzelbach, 2005
- sous-ordre des Mengenillidia Kinzelbach, 1969
  - famille des Mengenillidae
  - famille des Bahiaxenidae Bravo, Pohl, Silva-Neto & Beutel, 2009
  - famille des Mengeidae Pierce, 1908
- sous-ordre des Eoxenidia
  - famille des Iberoxenidae Bolivar y Pieltain, 1926
- sous-ordre des Strepsipteria
  - famille des Mengenillidae Hofeneder, 1910
- sous-ordre des Stylopidia Kinzelbach, 1969
  - famille des Stylopidae Kirby, 1813, aussi appelés Stylops
  - famille des Bohartillidae Kinzelbach, 1969
  - famille des Corioxenidae Kinzelbach, 1970
  - famille des Xenidae Saunders, 1872
  - famille des Halictophagidae Perkins, 1905
  - famille des Callipharixenidae Pierce, 1918
  - famille des Elenchidae Perkins, 1905
  - famille des Myrmecolacidae Saunders, 1872
  - famille des Protelencholacidae Pohl & Beutel, 2005 †
  - genre Pseudococcites Haupt, 1950 †

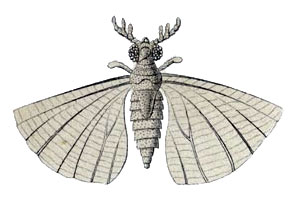
Mengea tertiaria (Mengeidae)
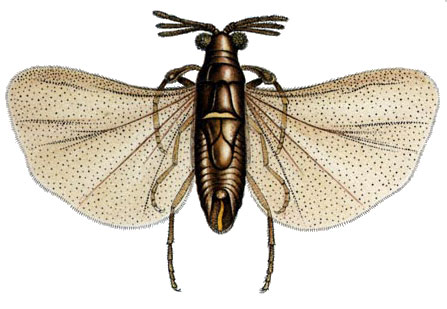
Triozocera mexicana (Corioxenidae)
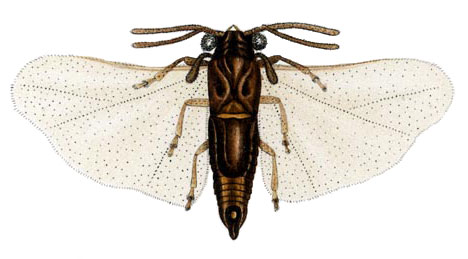
Deinelenchus australensis (Elenchidae)
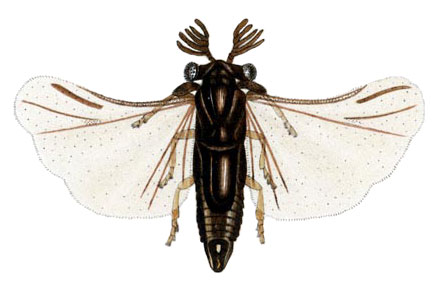
Halictophagus schwarzi (Halictophagidae)
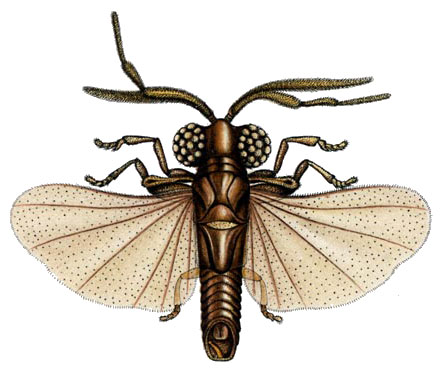
Myrmecolax nietneri (Myrmecolacidae)
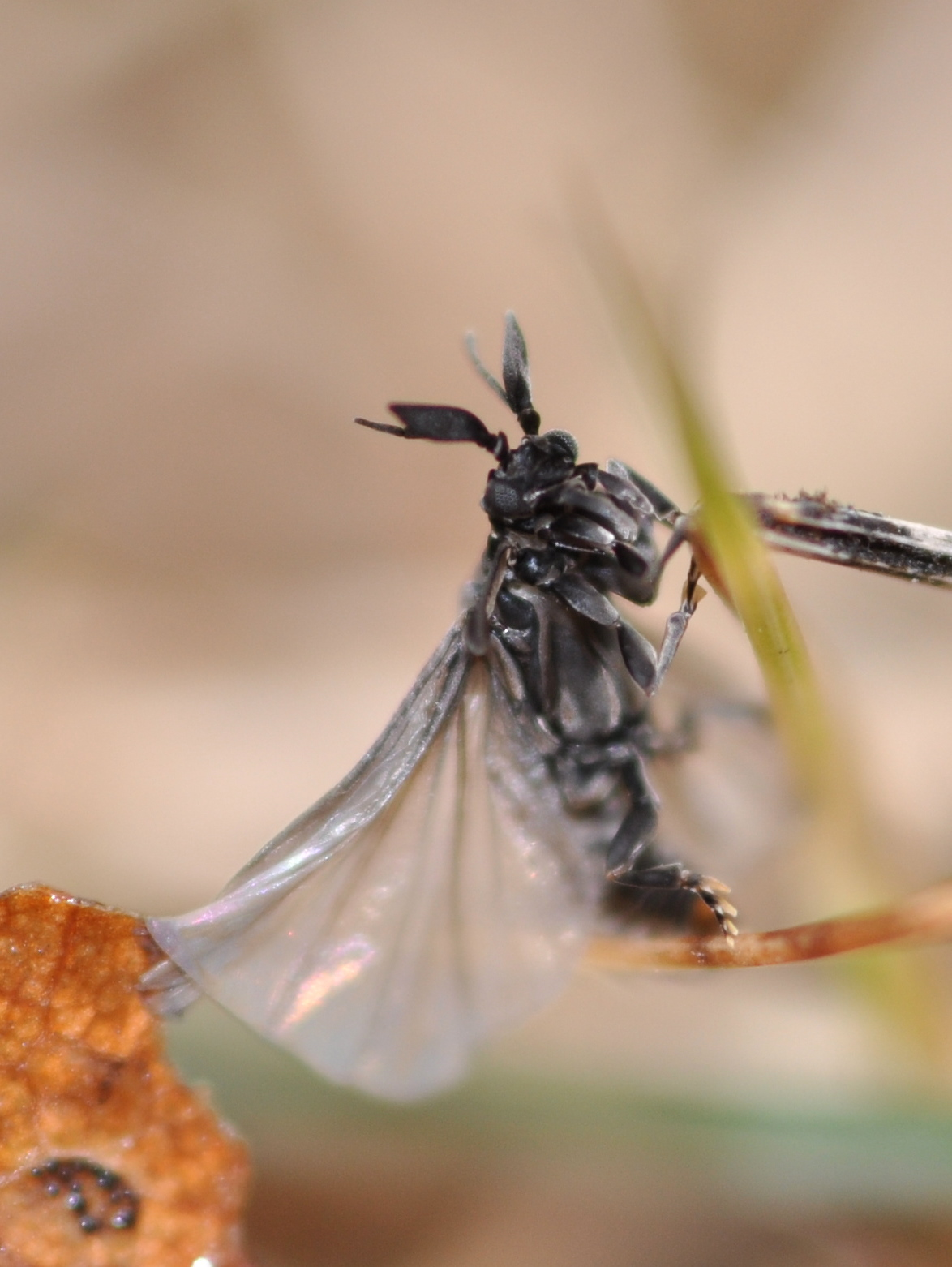
Stylops melittae (Stylopidae)